# Wodan Boys
Wodan Boys is een Nederlandse rockband uit Den Haag.

## Geschiedenis
De band werd opgericht door zanger-gitarist Thomas van der Want (Soul Sister Dance Revolution) en gitarist Mikkie B Wessels (Taymir). De vaste bezetting werd later uitgebreid met bassist Timo Prins en drummer Olivier Lucas, beiden van Son Mieux. Hun titelloze debuut-ep werd uitgebracht in 2021. De ep was al langer klaar, maar vanwege de coronapandemie werd de uitgave uiteindelijk een jaar uitgesteld. Een jaar later volgde Wodan Boys II. Met het in 2023 uitgebrachte Wodan Boys III, eveneens een ep, wist de band de aandacht op zich te vestigen. De single Bells werd door KINK  uitgeroepen tot KINK XL. De luisteraars van de radiozender verkozen het nummer tot het beste nummer van 2022 dat gemaakt is in Nederland. Ook de single Thunder Glove werd uitgeroepen tot KINK XL. Tijdens de 3FM Awards van 2023 werd de band uitgeroepen tot 3FM Talent.

## Discografie
Ep's
- Wodan Boys I, 2021
- Wodan Boys II, 2022
- Wodan Boys III, 2023

LP's
- God Speed a Go Go, 2025

- MusicBrainz: a59a27dc-141e-4eb7-8196-d0f1d45dd047